# Sevens Grand Prix Series Femenino 2013
El Sevens Grand Prix Series Femenino de 2013 fue la decimoprimera temporada del circuito de selecciones nacionales femeninas europeas de rugby 7.

## Calendario
| Torneo                          | Ciudad   | Fecha          | Campeón    |
| ------------------------------- | -------- | -------------- | ---------- |
| Seven Femenino de Brive 2013    | Brive    | 1-2 de junio   | Inglaterra |
| Seven Femenino de Marbella 2013 | Marbella | 14-15 de junio | Rusia      |

## Tabla de posiciones
| Pos | País         | FRA | ESP | Puntos |
| --- | ------------ | --- | --- | ------ |
| 1   | Rusia        | 18  | 20  | 38     |
| 2   | Inglaterra   | 20  | 12  | 32     |
| 3   | Francia      | 14  | 18  | 32     |
| 4   | España       | 16  | 16  | 32     |
| 5   | Irlanda      | 12  | 14  | 26     |
| 6   | Italia       | 8   | 10  | 18     |
| 7   | Países Bajos | 10  | 4   | 14     |
| 8   | Gales        | 3   | 8   | 11     |
| 9   | Portugal     | 4   | 6   | 10     |
| 10  | Alemania     | 6   | 2   | 8      |
| 11  | Ucrania      | 2   | 3   | 5      |
| 12  | Escocia      | 1   | 1   | 2      |

| Bandera de Rusia |
| Campeón Rusia    |
| Primer título    |